# オシドリ
オシドリ（鴛鴦、学名：Aix galericulata）は、鳥綱カモ目カモ科オシドリ属に分類される鳥類。

## 分布
東アジア（ロシア南東部、朝鮮半島、日本、中国など）に分布する。
日本では北海道や本州中部以北で繁殖し、冬季になると本州以南（主に西日本）へ南下し越冬する。オシドリは一般的に漂鳥であるが、冬鳥のように冬期に国外から渡って来ることもある。イギリスなどへ移入・定着。またアメリカや中欧にも移入生息が確認されている。

## 形態
全長オス48センチメートル、メス41センチメートル。翼長はオス21-24.5センチメートル、メス21.7-23.5センチメートル。翼開張は68-74センチメートル。体重0.6キログラム、メス0.5キログラム。
嘴の先端は白い。卵は長径5.3センチメートル、短径3.7センチメートル。
オスの嘴は赤く、繁殖期のオスは後頭（冠羽）、頬から頸部にかけての羽毛が伸長し、顔の羽衣が白や淡黄色。胸部の羽衣は紫で、頸部側面には白い筋模様が左右に2本ずつ入る。腹部の羽衣や尾羽基部の下面を被う羽毛は白い。第1三列風切が銀杏状（思羽、銀杏羽）で、橙色。メスは嘴が灰黒色。非繁殖期のオス（エクリプス）やメスは全身の羽衣が灰褐色、眼の周囲から後頭にかけて白い筋模様が入る。また体側面に白い斑紋が入るが、オスのエクリプスでは不明瞭。足は橙色で指に水かきがある。

## 生態
渓流、湖沼などに生息する。上高地周辺の水辺でも見られる。水辺の木陰を好み、開けた水面にはあまり出ない。木の枝に留まることもある。
食性は植物食傾向の強い雑食で、水生植物、果実、種子、昆虫、陸棲の貝類などを食べる。陸上でも水面でも採食を行う。
繁殖形態は卵生。4-7月に山地の渓流や湖沼の周辺にある地表から10メートル以上の高さにある大木の樹洞（あるいはまれに地表）に巣を作り、9-12個の卵を産む。メスのみが抱卵し、抱卵期間は28-30日。
オシドリが樹洞に巣を作ることは昔から知られており、孵化した雛がどうやって地表に降りるのかは長い間謎であった。しかし後に、雛は自分で巣から地面に飛び降りることが、皇居の森にて確認されている。
孵化して40-45日で飛翔できるようになる。厳冬期には数十羽から数百羽の群れをつくることもある。

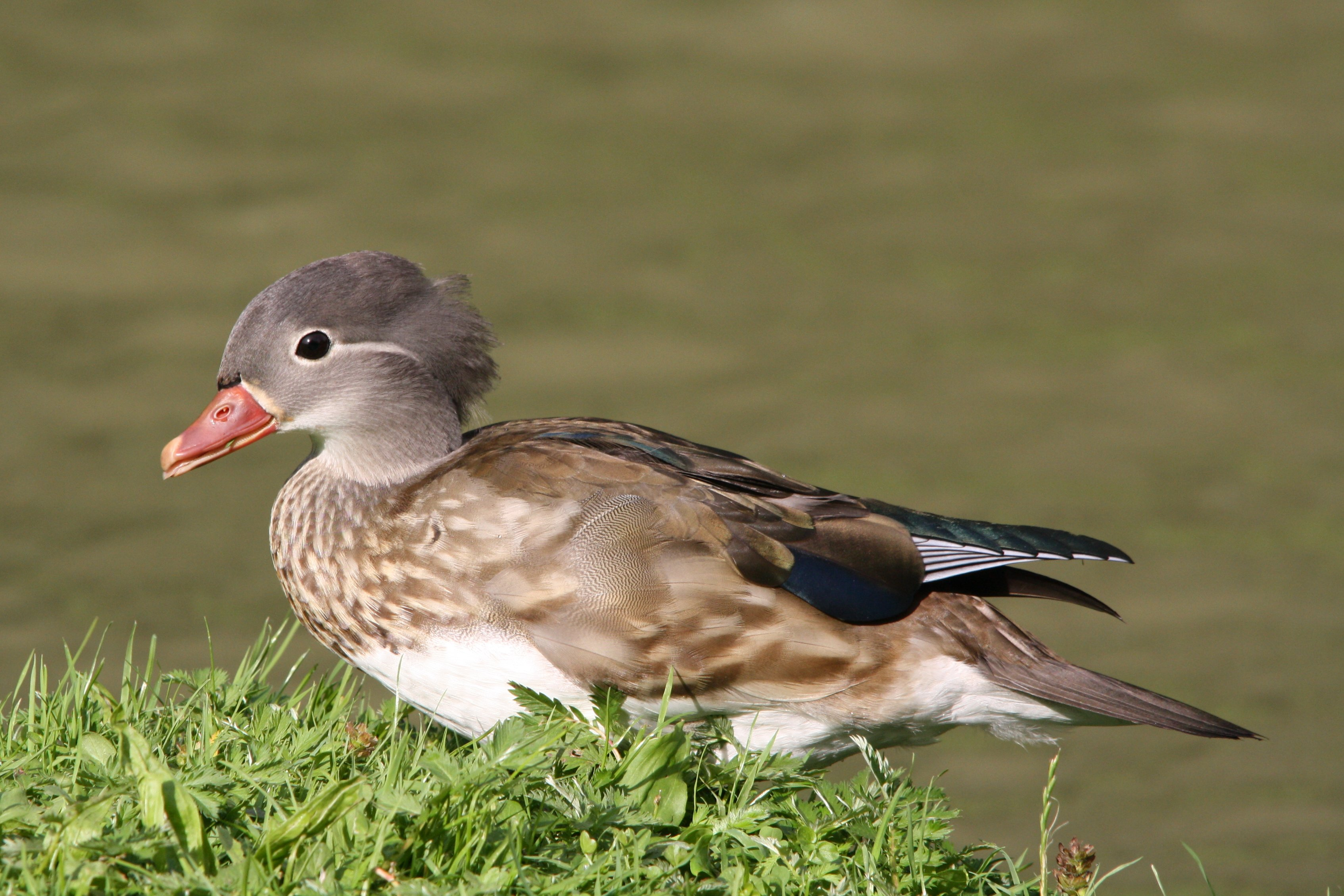
エクリプス
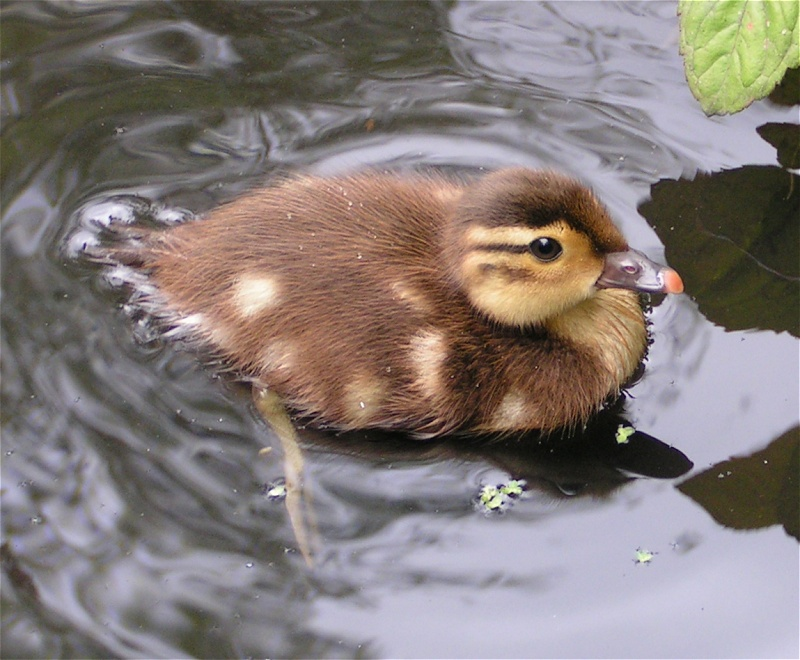
雛
- オス
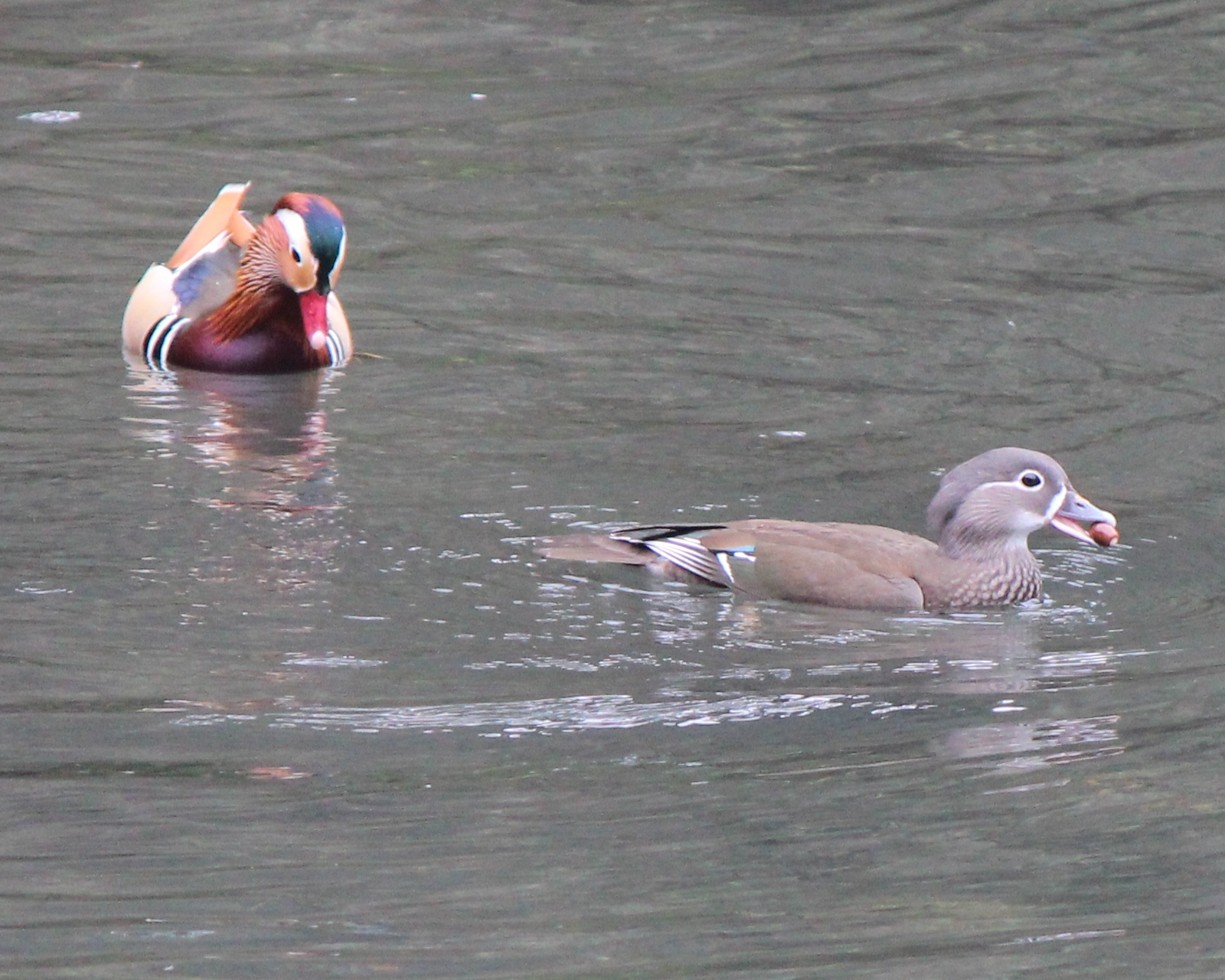
オスとドングリをくわえたメス
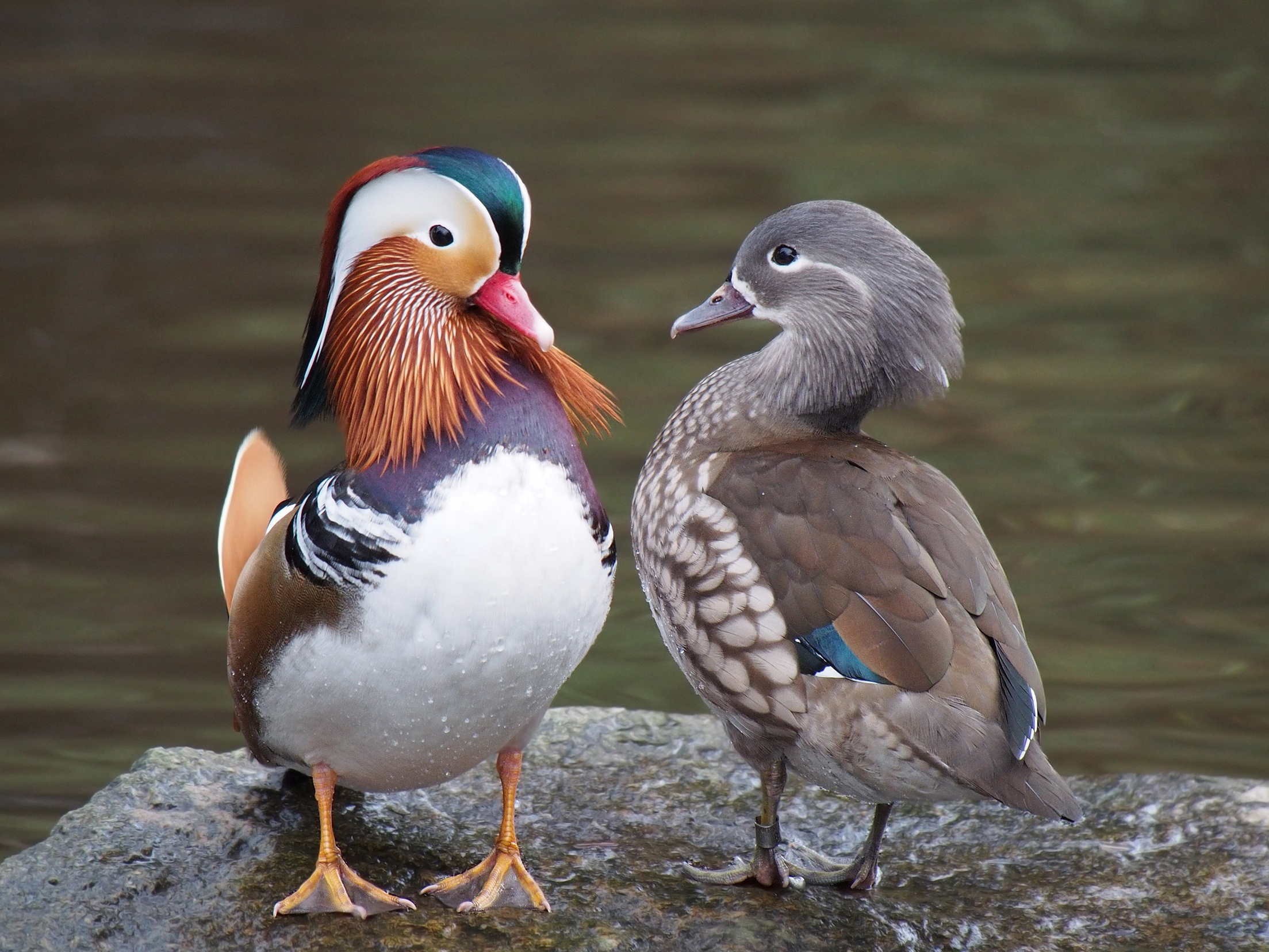
オス（左）とメス（右）、イングランドの野鳥保護区マーティン・ミアにて
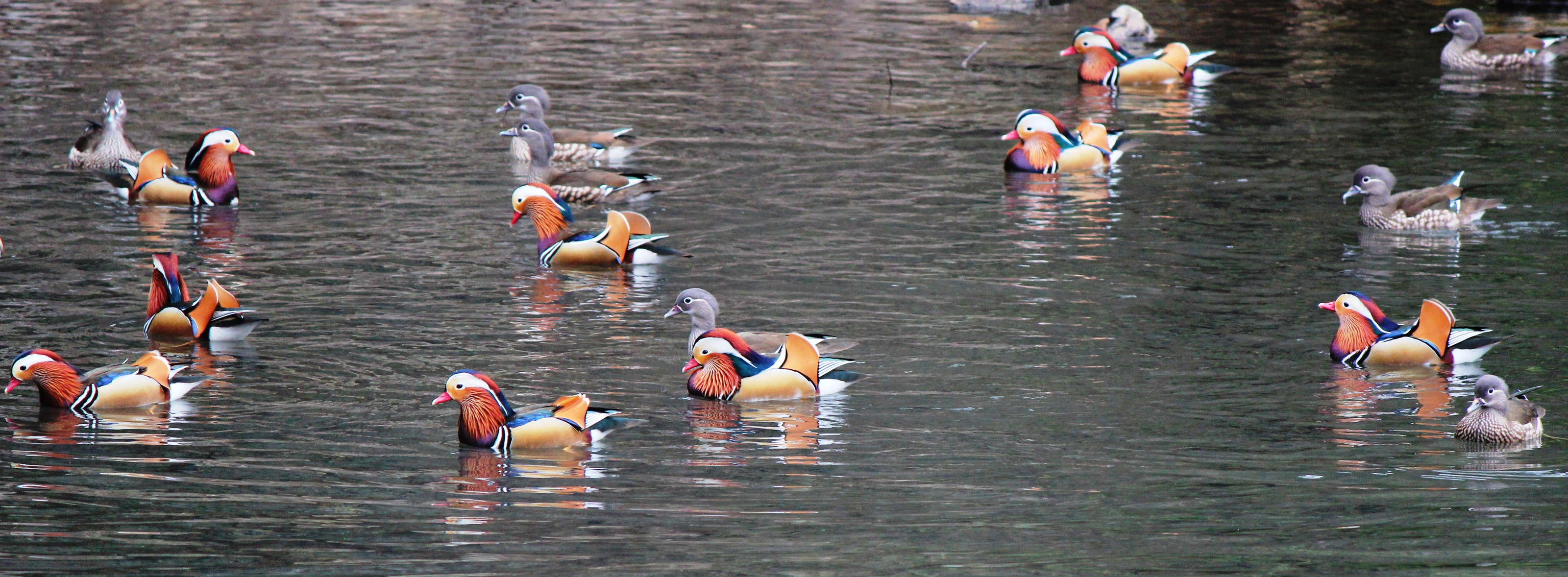
冬に群れで行動する
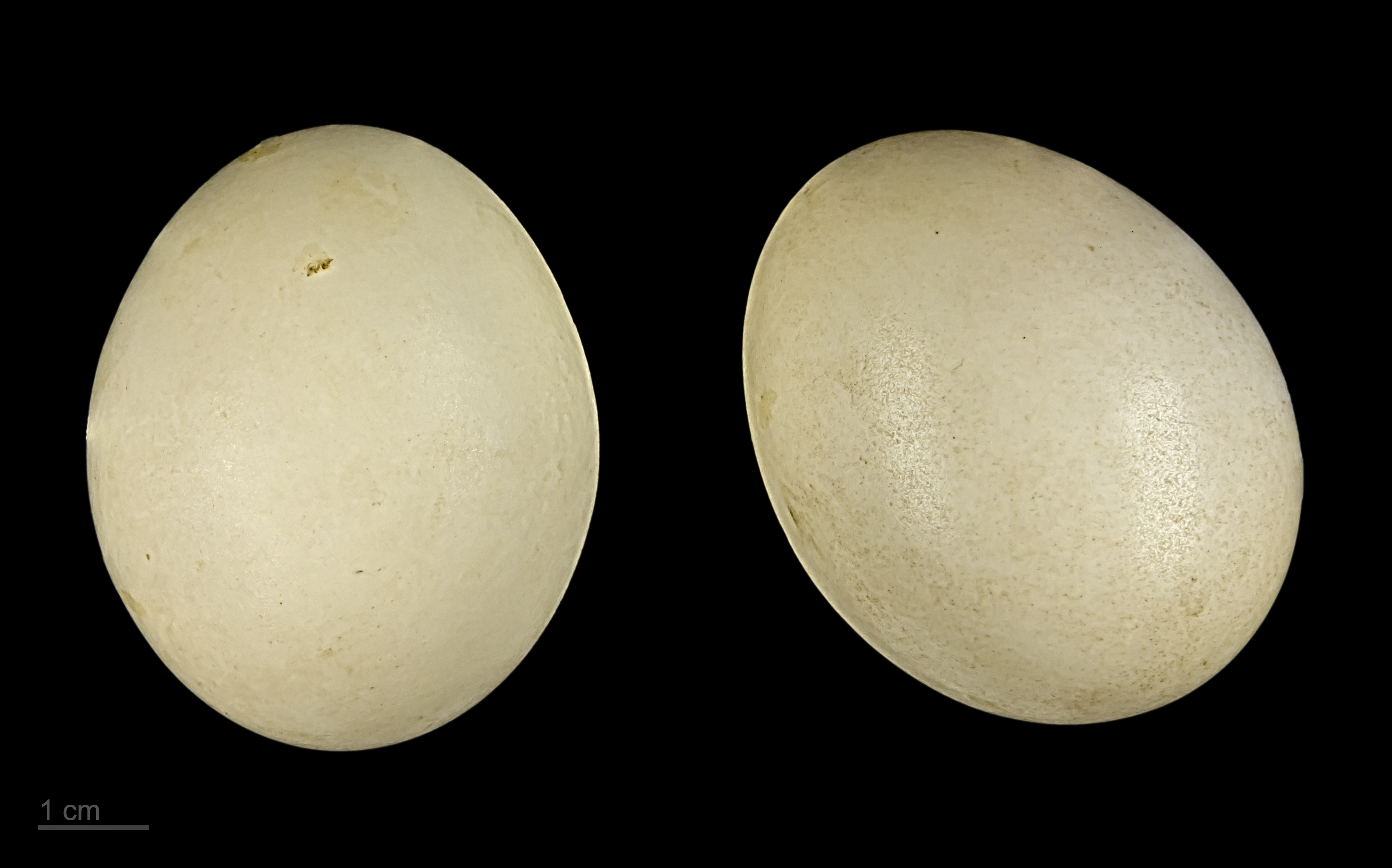
卵

## 人間との関係
仲が良い夫婦を「おしどり夫婦」と呼ぶが、鳥類のオシドリは、冬ごとに毎年パートナーを替える事が判明している。
抱卵はメスのみが行う。育雛も夫婦で協力することはない。
小林一茶が『放れ鴛一すねすねて眠りけり』と詠んだように、多くの句で詠まれている。新潟県にオシドリ夫婦の民話がある。

和名のオシは「雌雄相愛し」に由来すると考えられている。漢字標記は鴛が本種のオス、鴦が本種のメスを指す。雌雄の仲が良いと考えられ、本種を用いた夫婦の仲が良いことを指すことわざとして「鴛鴦契」「鴛鴦偶」などがある。

### 普通切手の意匠
- 1955年（昭和30年）9月10日発売 5円
- 1992年（平成4年）11月30日発売 41円
- 2007年（平成19年）10月1日発売 50円
- 2015年（平成27年）9月30日販売終了[14]

### 種の保全状況評価
国際自然保護連合（IUCN）により、レッドリストの軽度懸念（LC）の指定を受けている。
日本では環境省により、レッドリストの情報不足（DD）の指定を受けている。
情報不足（DD）（環境省レッドリスト）
また都道府県により、以下のレッドリストの指定を受けている。
- 絶滅危惧IA類 - 三重県
- 絶滅危惧IB類 - 埼玉県、東京都（区部、北多摩と南多摩は絶滅危惧II類、西多摩は準絶滅危惧）[16]、沖縄県
- 重要保護生物（B） - 千葉県（環境省の絶滅危惧IB類に相当）[17]
- 絶滅危惧II類 - 京都府、徳島県、福岡県
- 準絶滅危惧 - 山形県、茨城県、栃木県、石川県、福井県、岐阜県、和歌山県、鳥取県、島根県、岡山県、広島県、山口県、香川県、高知県、佐賀県、大分県
- ランクC - 兵庫県（環境省の準絶滅危惧に相当）[18]
- 希少種（環境省の準絶滅危惧に相当） - 北海道[19]、滋賀県
- 地域個体群（LP） - 長野県
- 情報不足（DD） - 宮崎県
- その他 - 岩手県（Dランク）、群馬県（注目）、神奈川県（減少種）、大阪府（要注目）、奈良県（注目種）

1956年に野毛山動物園が繁殖賞を受賞し、1960年に福岡市動物園が人工繁殖で繁殖賞を受賞した。

### 自治体指定の鳥
日本の以下の都道府県と市町村の自治体で指定の鳥である。2008年6月に鳥取大学でのイメージキャラクターとして、県の鳥であるオシドリをモチーフにした「とりりん」が制定された。長崎県でも、第69回国民体育大会マスコットの「がんばくん・らんばちゃん」のモチーフにしたり、V・ファーレン長崎のマークやマスコット「ヴィヴィくん」の帽子部分にデザインされたりしている。
- 都道府県 - 山形県、鳥取県、長崎県
- 市 - 飯山市、佐野市
- 町 - 十和田湖町（現在は十和田市）、大子町、相模湖町（現在は相模原市）、日野町 (鳥取県)、さつま町
- 村 - 皆瀬村 (秋田県)（現在は湯沢市）、大山田村 (三重県)（現在は伊賀市）

大韓民国の忠清南道、忠州市、論山市、抱川市、茂朱郡の指定の鳥である。